# 皮納特 (阿肯色州)
皮納特（英語：Peanut）是位於美國阿肯色州富蘭克林縣的一個非建制地區。該地的面積和人口皆未知。

## 地理
皮納特的座標為35°40′31″N 93°42′18″W / 35.67528°N 93.70500°W，而該地的平均海拔高度為258米（即846英尺）。